# Agnes van Châtillon
Agnes van Châtillon, ook Agnes van Antiochië (1154 - 1184) was een dochter van Reinoud van Châtillon en van diens eerste echtgenote Constance van Antiochië. Zij werd in 1172 de eerste echtgenote van Béla III van Hongarije.  Zij is in Hongarije bekend onder de naam Anna.
Hun kinderen waren:
- koning Emmerik van Hongarije (1174-1204)
- Margaretha van Hongarije (1175- na 1229), die huwde met keizer Isaäk II Angelos van Byzantium en met Bonifatius van Montferrat
- koning Andreas II van Hongarije (1176-1235)
- Salamon, overleed jong
- István, overleed jong
- Constance van Hongarije (1180-1240), huwde koning Ottokar I van Bohemen.